# Richard Gordon Lancelyn Green
Richard Gordon Lancelyn Green (* 10. Juli 1953 in Bebington; † 27. März 2004 in London) war ein britischer Gelehrter zu Arthur Conan Doyle und Sherlock Holmes, der allgemein als der weltweit führende Gelehrte zu diesen Themen gilt.

## Leben
Sein Vater war ein Autor, der für seine populären Adaptionen der Mythen von Arthus, Robin Hood und Homer bekannt war, und seine Mutter war Theaterlehrerin und Jurorin. Die Familie Lancelyn Green war seit mindestens 1093 Herren des Herrenhauses Poulton-Lancelyn in Cheshire. Randle Greene hatte Elizabeth, Tochter und Erbin von William Lancelyn, in der Regierungszeit von Elisabeth I. geheiratet.
Der jüngere Sohn von Roger Lancelyn Green und June, Tochter von Sidney Herbert Burdett besuchte das Bradfield College in Berkshire und anschließend das University College in Oxford, wo er einen Abschluss in Englisch machte. Nach dem Abschluss reiste er ausgiebig durch Europa, Indien und Südostasien.
Er war ein Sammler von Sherlock-Holmes-bezogenen Materialien und Mitherausgeberin der ersten umfassenden Bibliographie von Arthur Conan Doyle, A Bibliography of A. Conan Doyle, mit John Michael Gibson und einer Reihe von Sammlungen von Doyles Schriften war noch nie zuvor in Buchform gesammelt worden: Uncollected Stories (1982), Essays on Photography (1982) und Letters to the Press (1986), alle zusammen mit Gibson. Die Conan-Doyle-Bibliographie brachte Lancelyn Green und Gibson 1984 einen Special Edgar Award der Mystery Writers of America ein.
Er veröffentlichte auch andere Bücher. The Uncollected Sherlock Holmes (1983) hat Doyles nicht-kanonische Sherlock-Holmes-Schriften zusammengefasst, The Further Adventures of Sherlock Holmes (1985) ist eine Sammlung von Holmes-Pastiches und -Parodien, und Letters to Sherlock Holmes (1985) hat die interessantesten Briefe an Sherlock Holmes gesammelt. Er erreichte das Hauptquartier der Abbey National Building Society, deren Adresse in der Baker Street der fiktiven 221b am nächsten lag.
Lancelyn Green war eine Art Schauspieler, der als Zeremonienmeister der Sherlock Holmes Society aus dem 19. Jahrhundert auftrat, deren Vorsitzender er von 1996 bis 1999 war, und sich in historischen Kostümen kleidete, um die Reichenbachfälle zu besuchen, in denen Sherlock Holmes auftrat. Es wurde angenommen, dass er gestorben war, bis Conan Doyle ihn acht Jahre später auferweckte. Für sein enzyklopädisches Wissen über Arthur Conan Doyle und Sherlock Holmes und für seine wissenschaftlichen Arbeiten wurde er von Holmes-Gelehrten geschätzt.
Später arbeitete Lancelyn Green ausgiebig an Notizen und sammelte Material für eine geplante dreibändige Biografie von Conan Doyle, die zum Zeitpunkt seines Todes unvollendet blieb. Er beklagte die rechtlichen Auseinandersetzungen, die erforderlich waren, um Rechte an Conan Doyles privaten Papieren und Manuskripten zu erlangen, die auf einer Auktion verkauft werden sollten.
Im August 2004 wurde bekannt gegeben, dass Lancelyn Green seine umfangreiche Sammlung über Conan Doyle an den Portsmouth Library Service vermacht hatte. Er hatte die Stadt gewählt, weil Conan Doyle dort eine Arztpraxis hatte und dort die beiden ersten Sherlock-Holmes-Bücher geschrieben wurden.

## Sammlung
Bereits im Alter von sieben Jahren begann er mit der Sammlung von Sherlockiana und schuf seine Version von 221b Baker Street in einem Dachzimmer in der Poulton Hall, um Material für ein paar Schilling in Junk-Läden und aus der familieneigenen Victoriana zu sammeln. Später begann er, seine literarische Sammlung zusammenzustellen und fügte jede Ausgabe von Doyles Werk hinzu sowie Plakate, Ephemera und Neuheiten mit einem Sherlock-Holmes-Thema oder einer Doyle-Assoziation.
Zum Zeitpunkt seines Todes sammelte Lancelyn Green seit mehr als 40 Jahren unersättlich Gegenstände und besaß ohne Zweifel die größte Sammlung von Doyleiana, die privat existierte (und wahrscheinlich die größte Sammlung, die jemals existieren konnte, nachdem sie der Stadt vermacht worden war Portsmouth). Die Sammlung wird jetzt vom Portsmouth City Museum aufbewahrt, wo Ausstellungen großes Interesse geweckt haben. Der Patron der Sammlung ist Stephen Fry.

## Letzte Tage und Nachwirkungen
Lancelyn Green vermutete, dass die bei Christie’s versteigerten Conan-Doyle-Papiere Teil einer Sammlung waren, die Dame Jean Conan Doyle, die Tochter des Autors, eigentlich für die British Library haben wollte. Er versuchte, die Auktion zu stoppen, war aber erfolglos.
In den Wochen vor seinem Tod erzählte er Freunden und Journalisten, dass ihm ein unbekannter Amerikaner folgte und er befürchtete, sein Widerspruch gegen die Auktion könne sein Leben gefährden. Sein Verhalten wurde immer unberechenbarer und einmal bestand er darauf, mit einem Besucher im Garten zu sprechen, weil er sagte, seine Wohnung sei abgehört.
In der Nacht seines Todes rief seine Schwester in seiner Wohnung an und erreichte nur seinen Anrufbeantworter, auf dem eine neue Nachricht mit amerikanischer Stimme zu hören war (dies wurde später als das mit dem Gerät gelieferte Standard-Nachrichtenband befunden). Ihre Besorgnis führte dazu, dass Lancelyn Green mit dem Gesicht nach unten auf seinem Bett entdeckt wurde, erdrosselt mit einem Schnürsenkel, der mit dem Griff eines Holzlöffels festgezogen worden war.
Mord wurde vermutet, und es gab einige Zeitungsklatsch. Da die Kriminalpolizei (CID) zu Beginn nicht angerufen wurde, waren im Laufe des Umgangs mit der Leiche alle Beweise, die für eine Mordermittlung nützlich gewesen sein könnten, gestört oder beseitigt worden.
Der Gerichtsmediziner erwiderte ein offenes Urteil. Viele der besten Freunde von Lancelyn Green dachten, es liege nicht in seiner Natur, Selbstmord zu begehen. Einige meinten jedoch, der Tod sei ein aufwändiger Selbstmord gewesen, der wie Mord aussehen und einen seiner Rivalen verdächtigen sollte. Dies spiegelt die Handlung eines der letzten Sherlock-Holmes-Rätsel wider, Das Rätsel der Thor-Brücke, in dem eine Frau Selbstmord begeht, um die Frau, mit der ihr Mann geflirtet hatte, in Mitleidenschaft zu ziehen.
Der Tod von Lancelyn Green inspirierte im Dezember 2004 den New Yorker Artikel Mysterious Circumstances von David Grann.
Der bizarre Tod von Lancelyn Green inspirierte später einen Roman, der sich mit einem fiktiven Holmes-Experten befasst, der genauso stirbt wie Lancelyn Green The Sherlockian (2010) von Graham Moore enthält einen Holmes-Experten und ein fehlendes Doyle-Manuskript.
Im Jahr 2019 wurde im UCLA Geffen Playhouse ein Stück namens Mysterious Circumstances uraufgeführt, dessen Titel und Inhalt von dem Artikel von New Yorker aus dem Jahr 2004 inspiriert waren. In der Geschichte mit Alan Tudyk und Michael Mitnicks Text wird die Leidenschaft und Besessenheit von Lancelyn Green gegenüber Sir Arthur Conan Doyle und Sherlock Holmes und sein mysteriöser Tod – ein mutmaßlicher Mord –, den Sherlock selbst aufklären will, aufgelöst.

## Schriften (Auswahl)
- mit John Michael Gibson: A bibliography of A. Conan Doyle. Oxford 1983, ISBN 0-19-818190-6.
- als Herausgeber: The Sherlock Holmes letters. London 1986, ISBN 0-436-18870-8.
- als Herausgeber mit John Michael Gibson: Letters to the press. The unknown Conan Doyle. London 1986, ISBN 0-436-13303-2.
- als Herausgeber: The mystery of the spot ball. An unrecorded 1893 Sherlock Holmes parody from the Edinburgh Student. Cambridge 1997, ISBN 0-9530869-1-7.